# Kościół św. Królowej Jadwigi we Wrześni
Kościół św. Królowej Jadwigi we Wrześni - murowany kościół we wschodniej części Wrześni, zlokalizowany przy skrzyżowaniu ulicy Ogrodowej i Szosy Witkowskiej. Do 1997, kiedy Jadwiga Andegaweńska została kanonizowana przez Jana Pawła II, kościół występował pod wezwaniem błogosławionej Królowej Jadwigi. Autorem projektu kościoła jest inż. arch. Andrzej Chudziak.
Początkowo na potrzeby parafii wzniesiono wzdłuż ulicy Ogrodowej drewnianą kaplicę, którą 14 października 1983 poświęcił bp. Jan Czerniak. W dniu 26 czerwca 1984 ks. prymas kardynał Józef Glemp poświęcił plac pod budowę kościoła. Trzy lata później rozpoczęto prace budowlane. W dniu 30 maja 1989 ks. prymas kardynał Józef Glemp poświęcił kamień węgielny, który wraz z tablicą pamiątkową wmurowany został po prawej stronie od wejścia do kościoła. Kamień węgielny pochodzi z fundamentów XIV-wiecznej katedry wawelskiej. Świątynia w stanie surowym została oddana do użytku wiernych w 1995. W kolejnych latach trwały prace wykończeniowe. Uroczystej konsekracji kościoła dokonał w dniu 15 października 2003 ks. arcybiskup gnieźnieński Henryk Muszyński. Równolegle z budową kościoła zrealizowano budynek zakrystii oraz plebanię. 
Kościół na planie prostokąta, o charakterze halowym. W głównym ołtarzu obraz przedstawiający Jadwigę Andegaweńską modlącą się przed ołtarzem Pana Jezusa Ukrzyżowanego w bazylice archikatedralnej św. Stanisława i św. Wacława w Krakowie. W ołtarzach bocznych obraz św. Jadwigi i Matki Boskiej Częstochowskiej. Wzdłuż trzech ścian kościoła duży balkon z miejscami dla wiernych.

## Galeria

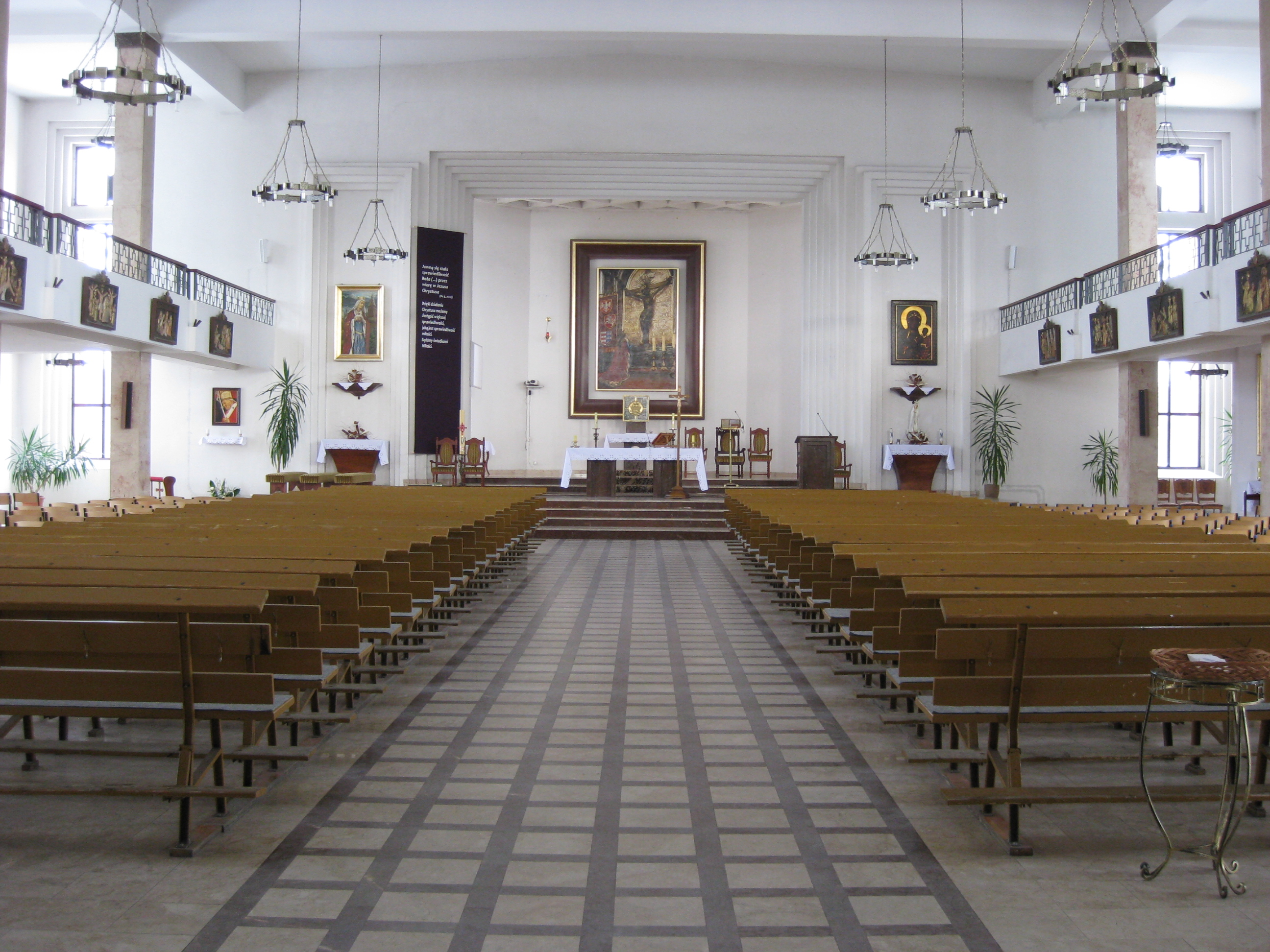
wnętrze kościoła